# Saumain in der Stadt Schweinfurt
Der Saumain in der Stadt Schweinfurt ist ein Naturschutzgebiet im Naturraum Verdichtungsraum von Schweinfurt, das sich über eine Fläche von etwa 11,57 Hektar erstreckt. Es liegt im südlichen Teil der Stadt, im Stadtteil Hafen-Ost, zwischen der Innenstadt von Schweinfurt und der Gemeinde Sennfeld, die sich östlich des Gebietes befindet. Das einzige Naturschutzgebiet im Stadtgebiet von Schweinfurt wurde im Jahr 1993 als Schutzgebiet ausgewiesen.

## Geographische Lage
Das Schutzgebiet liegt vollständig im Naturraum Verdichtungsraum von Schweinfurt und innerhalb der kreisfreien Stadt Schweinfurt. Nördlich des Naturschutzgebiets erstreckt sich die Innenstadt von Schweinfurt, östlich beginnt die Gemeinde Sennfeld, die zum Landkreis Schweinfurt gehört, südlich grenzt die ebenfalls im Landkreis gelegene Gemeinde Gochsheim an und westlich schließt sich der Stadtteil Hafen-West an.
Das Schutzgebiet wird vom Saumain durchflossen, der auch als Namensgeber des Gebiets dient. Zudem grenzt nördlich die Cramer Mühle an das Naturschutzgebiet. Ein Teil des Gebiets erstreckt sich zudem in den Stadtpark von Schweinfurt mit den historischen Wehranlagen.
In unmittelbarer Umgebung befinden sich weitere bedeutende Schutzgebiete. Östlich liegt das Landschaftsschutzgebiet mit dem Namen Schutz eines Landschaftsteils im Bereich der Stadt Schweinfurt und des Landkreises Schweinfurt. Südlich liegt das ökologisch wertvolle Naturschutzgebiet Spitalholz bei Gochsheim an.
Außerdem befindet sich das Naturschutzgebiet innerhalb des Vogelschutzgebietes Maintal zwischen Schweinfurt und Dettelbach.

## Charakteristik
Das Naturschutzgebiet Saumain umfasst einen durch eine Schleusenanlage mit Stauwehr vom Hauptfluss abgetrennten Flussarm, der vor den Wasserstandsschwankungen der Schifffahrt geschützt ist. Der Wasserstand des Saumains ist niedrig und wird über einen regulierbaren Zulauf gesteuert. In einigen Bereichen wird das Wasser durchströmt, während andere Bereiche Stillwassercharakter aufweisen. Der Flussarm dient auch als Hochwasserabflussbecken.
Die Böschungen des Gebiets sind steil und befestigt, während an der südlichen Seite schmale Flachuferzonen und eine etwa fünf Meter breite Uferterrasse vorhanden sind. Innerhalb der Wasserfläche befinden sich mehrere Inseln, die mit Schilf-Röhrichten und feuchten Hochstaudenfluren bewachsen sind. In den strömungsarmen Bereichen haben sich Schwimmblattgesellschaften mit Gelber Teichrose und Schwimmendem Laichkraut etabliert.
Aufgrund der nährstoffreichen Bedingungen breiten sich Neophyten wie das Indische Springkraut aus und verdrängen die standortgerechte Vegetation. Zudem sind vereinzelt Mandelweidengebüsche und andere Gehölze vorhanden. Die Ufergehölze setzen sich überwiegend aus Arten der Hartholzaue zusammen, während am Böschungsfuß und in flachen Bereichen auch Weichholzauenarten vorkommen.

## Schutzzweck und Lebensräume
Das Naturschutzgebiet Saumain dient dem Erhalt eines flachen, alten Mainabschnitts mit Inseln unterschiedlicher Größe, der einen früher weit verbreiteten Flusszustand repräsentiert. Ziel der Unterschutzstellung ist es, naturnahe Bedingungen für eine artenreiche Pflanzen- und Tierwelt zu bewahren. Es soll auch als Regenerationsraum für benachbarte Mainabschnitte dienen und bedrohten Arten einen geschützten Lebensraum bieten.
Die Vegetation des Gebiets ist geprägt von einer Vielzahl von Wasser-, Ufer- und Auenpflanzen. In den strömungsarmen Bereichen haben sich Schwimmblattgesellschaften mit Gelber Teichrose und Schwimmendem Laichkraut etabliert. Die Inseln sind von Schilf-Röhrichten, Hochstaudenfluren und Mandelweiden bedeckt. An den Ufern finden sich sowohl Weichholzauenarten wie Silber-Weide, Korb-Weide und Schwarz-Pappel als auch Hartholzauenarten wie Stieleiche, Bergulme und Flatterulme. Weitere verbreitete Arten sind die Gewöhnliche Esche und die Schwarz-Erle.
In den feuchten Bereichen wachsen Blutweiderich, Hanf-Wasserdost und Ufer-Wolfstrapp. Im Rahmen der Biotopkartierung im Jahr 2002 wurden vier verschiedene Biotoptypen im Naturschutzgebiet Saumain erfasst, darunter:
- Vegetationsfreie Wasserflächen in nicht geschützten Gewässern (60 % des Gebiets)
- Gewässer-Begleitgehölze
- Feuchte und nasse Hochstaudenfluren
- Großröhrichte

Diese Biotoptypen spiegeln die Vielfalt der Lebensräume wider.